# Zatrephes arenosa
Zatrephes arenosa là một loài bướm đêm thuộc phân họ Arctiinae, họ Erebidae.